# Brachylepis elephas
Brachylepis elephas är en skalbaggsart som beskrevs av Gerstaecker 1867. Brachylepis elephas ingår i släktet Brachylepis och familjen Melolonthidae. Inga underarter finns listade.